# Lamenia nigricans
Lamenia nigricans är en insektsart som beskrevs av Matsumura 1914. Lamenia nigricans ingår i släktet Lamenia och familjen Derbidae. Inga underarter finns listade i Catalogue of Life.